# Espuéndolas
Espuéndolas ist ein spanischer Ort in den Pyrenäen in der Provinz Huesca der Autonomen Gemeinschaft Aragonien. Das Dorf Espuéndolas mit 16 Einwohnern im Jahr 2015 gehört zur Gemeinde Jaca.

## Geschichte
Der Ort wurde im 11. Jahrhundert erstmals urkundlich erwähnt.

## Sehenswürdigkeiten
- Ermita de San Julían, erbaut im 11. Jahrhundert

## Weblinks

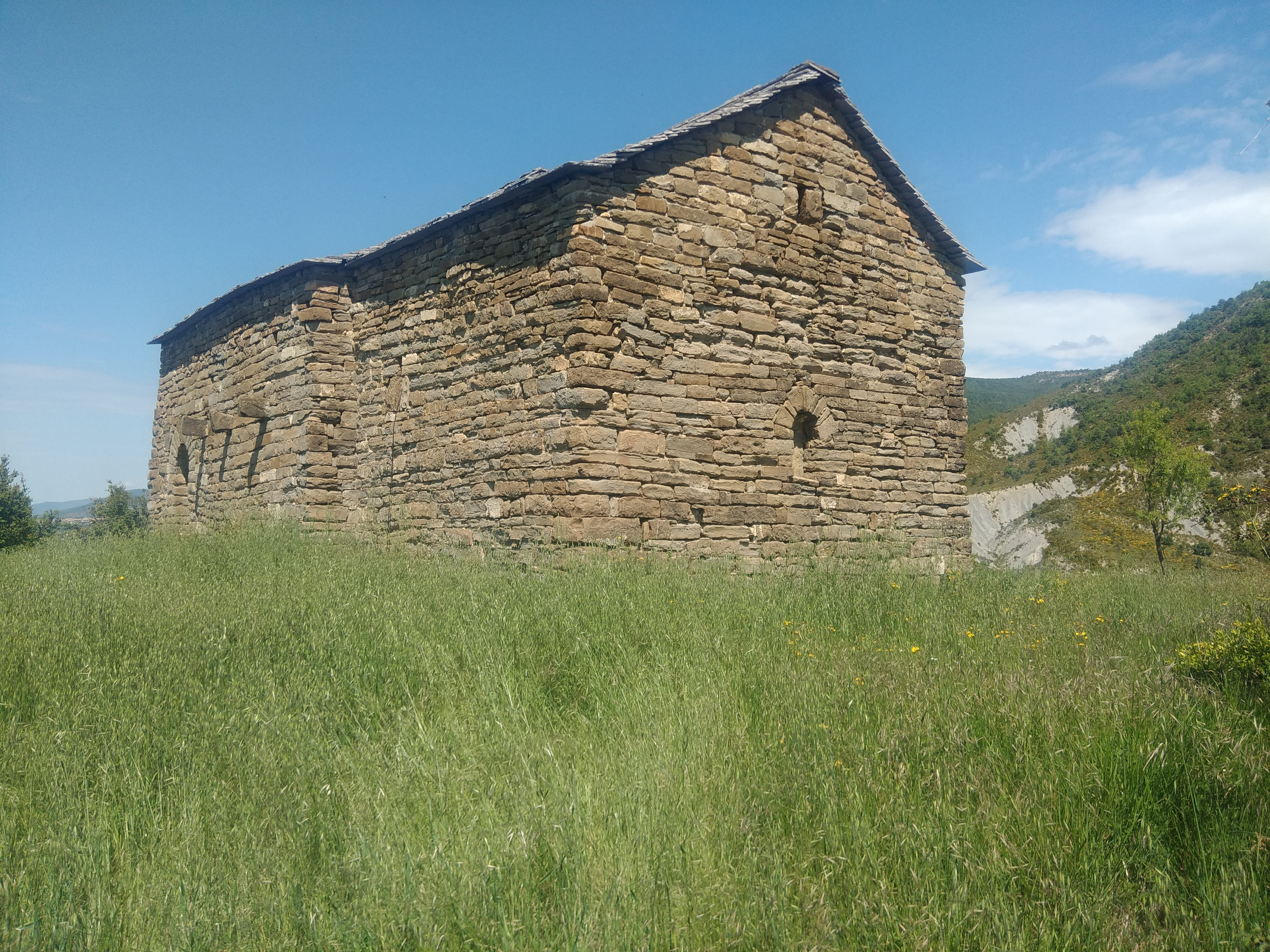
Ermita de Santa Isabel